# Asociación de Cronistas Cinematográficos de la Argentina
L'Asociación de Cronistas Cinematográficos de la Argentina (ACCA) és una associació civil –ONG– sense fins de lucre de l'Argentina que reuneix els periodistas especialitzats en cinema. Va ser fundada en 1942. Organitza anualment els Premis Cóndor de Plata, els més importants sobre cinema que es lliuren en aquest país.

## Fundació
Intel·lectuals com Roberto Tálice (qui fora el seu primer president), Enzo Ardigó, Chas de Cruz, José Ramón Luna, Manuel Rey (King), Manuel Peña Rodríguez i Calki, eentre altres, van impulsar a l'associació a través d'una sèrie d'actes després tradicionals: el lliurament de premis a la producció de l'any anterior, conferències, taules rodones i exhibicions de prestigioses preestrenes. Els seus directius es congregaven en el subsòl d'un negoci en la hispànica Avinguda de Mayo 1357, després en Cerrito 767 i, per llarg temps, en els alts del Cinema Premier. Mensualment organitzaven sopars de companyonia. Màximament quan a la fi es va comptar amb casa pròpia –l'actual de Maipú 621– amb bar, microcinema, biblioteca i pintures de Quinquela Martín i Clemente Lococo (fill) en la seva recepció.

## Altres integrants
A més dels fundadors, també van integrar l'entitat crítics de prestigi com Rolando Fustiñana (Roland), Mariano Hermoso, Guido Merico, Pablo Palant, Julio César Viale Paz, Carlos Ferreira, Edmundo Eichelbaum, Jaime Jacobson, Conrado Diana, David José Kohon, Héctor Grossi, José Agustín Mahieu, Emilio Stevanovich, Julio Korn, Jorge Miguel Couselo, Mabel Itzcovich, Leo Sala, Marcelo de Laferrere, Salvador Sammaritano, Juan Carlos Portantiero, Víctor Iturralde Rúa, Juan Carlos Frugone, José María Safigueroa, Domingo Di Núbila, Homero Alsina Thevenet, Jaime Potenze, Jorge Abel Martín, Guillermo Álamo, Fernando López, entre altres ja morts.

## Festival de Mar del Plata
En 1959 va crear el Festival Internacional de Cinema de Mar del Plata, reprenent la proposta de 1954, aconseguint la categoria "A" de la Federació Internacional d'Associacions de Productors de Films (FIAPF), que va premiar en la seva primera edició competitiva al film Maduixes silvestres d'Ingmar Bergman per part del Jurat Oficial presidit pel cineasta Abel Gance. El primer Jurado de la Crítica va estar integrat per Aldo Amuchástegui, José Dominiani, Ricardo Warnes i Tomás Eloy Martínez, els qui van reconèixer Heroica de Andrzej Munk com la millor pel·lícula.
En l'actualitat l'entitat participa amb un Jurat ACCA dels festivals Internacional de Mar del Plata i de Cinema Independent de Buenos Aires (BAFICI), i té nodrida presència en premsa gràfica, ràdio, televisió i mitjans digitals. També investigadors i professors universitaris formen part de l'entitat.

## Comissió Directiva
- Secretari de Torn: Juan Pablo Russo.
- Secretaris Generals: Guillermo Courau, Alicia Petti.
- Tresorer: Horacio Chiaramonte.
- Secretària de Cultura: Catalina Dlugi.
- Secretari de Premsa i Relacions Institucionals: Rolando Gallego.
- Secretària d'Actes: Beatriz Beratz.
- Vocals: Beatriz Iacoviello, Luis Kramer, Javier Luzi.
- Vocals Suplents: Maximiliano Legnani, Amadeo Lukas.
- Comissió Fiscalitzadora: Emiliano Basile, Angela Stábile.
- Suplent: Jorge Lafauci.